# Список наград и почётных званий Владимира Путина
Список наград, премий и званий, которых был удостоен Президент Российской Федерации Владимир Владимирович Путин.

## Государственные

### Советские
- Орден «Знак Почёта» (1988)[1]

### Российские
- Орден Почёта (12 марта 1996) — за заслуги перед государством и большой вклад в обустройство таможенной границы с государствами Прибалтики[2]
- Благодарность Президента Российской Федерации (30 марта 1998) — за активное участие в подготовке Послания Президента Российской Федерации Федеральному Собранию 1998 года[3]
- Благодарность Президента Российской Федерации (22 февраля 1999) — за большой вклад в укрепление обороноспособности страны и в связи с Днём защитников Отечества[4]
- Благодарность Президента Российской Федерации (30 июля 1999) — за активное участие в реализации плана политического урегулирования конфликта между Союзной Республикой Югославией и НАТО и оказании гуманитарной помощи населению Союзной Республики Югославии[5]
- Именной морской палаш от командующего Черноморского флота России адмирала Владимира Комоедова и командующего Военно-морскими силами Украины Михаила Ежеля (2000)[6]
- Памятная медаль А. М. Горчакова (МИД РФ, январь 2001)[7][8]
- Орден Ахмата Кадырова (Чечня, 2007, вручён в 2023 году)[9]
- Орден «За заслуги перед Республикой Дагестан» (13 сентября 2014) — за большой личный вклад в обеспечение защиты конституционного строя и в связи с 15-летием разгрома международных террористов, вторгшихся на территорию Республики Дагестан[10][11]

### Иностранные
- Бронзовая медаль III степени «За заслуги перед Национальной Народной Армией» (нем. Verdienstmedaille der Nationalen Volksarmee, 1989, ГДР)
- Орден Хо Ши Мина (вьет. Huân chương Hồ Chí Minh, 1 марта 2001, Вьетнам)[12]
- Золотая медаль Парламента Греции (6 декабря 2001) — в знак любви и уважения греческого народа к русскому[13][14]
- Золотая медаль почёта города Афин (декабрь 2001)[15][16]
- Орден Золотого орла (каз. Алтын Қыран ордені, 8 января 2004, Казахстан) — за выдающийся личный вклад в укрепление традиционных отношений, дружбы, братства и доверия между народами Казахстана и России, содействие установлению добрососедских и взаимовыгодных политических, экономических и культурных связей между двумя государствами[17]
- Большой крест ордена Почётного легиона (фр. Grand'croix de la Légion d’honneur, 22 сентября 2006, Франция) — за вклад президента России в развитие отношений всестороннего сотрудничества[18][19][20].
- Орден короля Абдель-Азиза (11 февраля 2007, Саудовская Аравия)[21]
- Орден Заида (10 сентября 2007, ОАЭ)[22]
- Орден Исмоили Сомони I степени (тадж. Ордени Исмоили Сомонӣ, 6 октября 2007, Таджикистан) — за укрепление стратегического партнёрства и союзничества между Таджикистаном и Россией[23]
- Орден «За выдающиеся заслуги» (узб. „Buyuk xizmatlari uchun“ ordeni, 20 февраля 2008, Узбекистан) — за большие заслуги в деле всестороннего развития и углубления традиционных отношений дружбы и сотрудничества между Республикой Узбекистан и Российской Федерацией, а также весомый вклад в обеспечение международной безопасности и стабильности[24][25]
- Орден Драгоценного жезла с жемчугом (монг. Эрдэнийн Очир одон, 13 мая 2009, Монголия) — за заслуги в укреплении дружбы между Монголией и Россией[26][27][28][29]
- Большая цепь ордена Освободителя (исп. Gran Collar Orden del Libertador, 2 апреля 2010, Венесуэла)[30]
- Отличие «Именное огнестрельное оружие» (укр. Відзнака «Іменна вогнепальна зброя», 27 октября 2010, Украина)[31]; в 2022 году обсуждалось лишение Путина награды[32]
- Орден Звезды Палестины (араб. وسام نجمة فلسطين‎, 26 июня 2012, Палестина)[33]
- Орденская цепь ордена Республики Сербии (серб. Орден Републике Србије, 25 февраля 2013, вручён 16 октября 2014, Сербия) — за выдающиеся достижения в развитии и укреплении мирного сотрудничества и дружественных отношений между Сербией и России[34][35][36]
- Орден Дружбы народов (бел. Ордэн Дружбы народаў, 14 марта 2013, Белоруссия) — за значительный личный вклад в развитие интеграционного сотрудничества и укрепление дружеских отношений между Республикой Беларусь и Российской Федерацией[37][38]
- Большой крест ордена Святого Карла (фр. Grand-Croix de l’Ordre de Saint-Charles, 4 октября 2013, Монако)[39][40]
- Орден «Хосе Марти» (исп. Orden José Martí, 11 июля 2014, Куба)[41]
- Памятная медаль в честь 75-летия победы на Халхин-Голе (3 сентября 2014, Монголия)[42]
- Большой крест Национального ордена Заслуг (фр. Grand-Croix de l’Ordre Nationale du Merite, 28 сентября 2017, Гвинея) — за помощь в борьбе с лихорадкой Эбола и открытие центра по исследованию этого заболевания[43][44]
- Цепь ордена Макариоса III ( греч. Τάγμα Μακαρίου Γ΄, октябрь 2017, Республика Кипр)[45]
- Орден «За вклад в развитие сотрудничества» (туркм. Hyzmatdaşlygy ösdürmäge goşandy üçin, 1 октября 2017, Туркменистан) — за весомый личный вклад в укрепление независимости и суверенитета нашей страны, развитие политического, экономического, научно-технического и культурно-гуманитарного сотрудничества между Туркменистаном и Российской Федерацией, упрочение государственной и общественной деятельности международного престижа страны, а также учитывая заслуги в деле повышения эффективности обучения и образования подрастающего молодого поколения, подготовке высококвалифицированных специалистов[46][47][48]
- Орден «Манас» I степени (кирг. «Манас» ордени, 22 ноября 2017, Кыргызстан) — за выдающийся вклад в укрепление стратегического партнёрства и развитие союзничества между Кыргызской Республикой и Российской Федерацией[49]
- Орден Дружбы (кит. 友谊勋章, 8 июня 2018, Китай) — в знак высокого уважения китайского народа к Президенту Путину, и в знак глубокой дружбы между великими народами Китая и России[50]
- Орден Агостиньо Нето (порт. Ordem Agostinho Neto, 4 апреля 2019, Ангола) — в знак благодарности за поддержку республики в течение многих лет[51][52]
- Орден «Первый Президент Республики Казахстан — Лидер Нации Нурсултан Назарбаев» (каз. «Қазақстан Республикасының Тұңғыш Президенті - Елбасы Нұрсұлтан Назарбаев» ордені, 27 мая 2019, Казахстан) — в честь ознаменования 25-летия идеи о евразийской интеграции и 5-летия подписания Договора о Евразийском экономическом союзе, а также за особый вклад в углубление и расширение сотрудничества с Республикой Казахстан[53]
- Орден «Олий Даражали Дустлик» (узб. Oliy darajali doʻstlik ordeni, 6 октября 2022, Узбекистан) — за огромный личный вклад в развитие традиционных уз дружбы и сотрудничества между народами наших стран, а также в связи с 70-летним юбилеем[54]
- Орден Республики Сербской на цепи (серб. Орден Републике Српске, 8 января 2023, Республика Сербская, Босния и Герцеговина) —  за особую патриотическую заботу и любовь к Республике Сербской и вклад в укрепление российско-сербского сотрудничества[55][56]
- Орден Ким Ир Сена (кор. 일성훈장, 18 июня 2024, Корейская Народно-Демократическая Республика)[57]
- Медаль Туркменистана «Magtymguly Pyragynyň 300 ýyllygyna (К 300-летию Махтумкули Фраги)» (11 октября 2024, Туркменистан) — учитывая заслуги в расширении дружеских отношений между Туркменистаном и Российской Федерацией, в изучении, бережном сохранении, популяризации и донесении грядущим поколениям творческого наследия поэта-классика туркменской литературы Махтумкули Фраги, большой личный вклад в сближение и обогащение культур, укрепление дружбы, братства и взаимовыгодного сотрудничества между народами Туркменистана и Российской Федерации, а также по случаю 300-летия туркменского поэта и мыслителя Махтумкули Фраги[58]

### Непризнанных и частично признанных государств
- Орден «Уацамонга» (осет. Орден «Уацамонгæ», 23 августа 2018, Южная Осетия) — в признание исключительной личной роли в отражении вооружённой агрессии Грузии против Республики Южная Осетия, а также в утверждении суверенной государственности Республики Южная Осетия[59][60]
- Орден «Честь и слава» I степени (абх. «Ахьдз-апша» аорден, 24 августа 2018, Абхазия) — за большой личный вклад в развитие абхазской государственности, укрепление межгосударственных отношений между Республикой Абхазия и Российской Федерацией, обеспечение мира и стабильности, активную поддержку, оказываемую Абхазии в социально-экономическом развитии[61][62]

## Религиозные

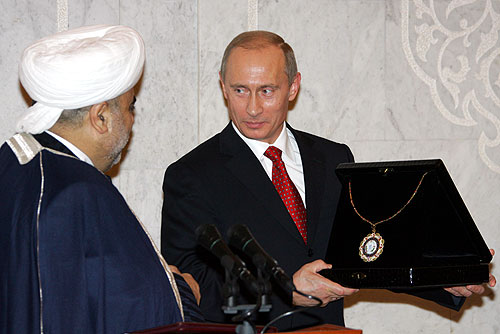
Выступление при вручении высшего азербайджанского мусульманского ордена «Шейх-уль-Ислам».

- Орден «За заслуги перед Уммой» I степени (?, КЦМСК)[63]
- Орден святого равноапостольного великого князя Владимира I степени (8 февраля 2002, РПЦ)[64]
- Орден «Святой царь Борис» (3 марта 2003, БПЦ)[65][66]
- Орден «Шейх уль-ислам» (20 февраля 2006, Управление мусульман Кавказа) — за плодотворную деятельность, направленную на достижение мира и согласия между народами, проведение толерантности между народами в ранг государственной политики, утверждение общечеловеческих духовных ценностей, содействующих сближению людей разных национальностей и вероисповедания[67][68][69][70]
- Орден Славы и чести (2007, РПЦ) — за неоценимый вклад в дело укрепления российской государственности и духовно-нравственного возрождения российского общества[71]
- Орден преподобного Сергия Радонежского I степени (РПЦ)[72]
- Орден Святого Саввы I степени (2011, СПЦ)[73][74]
- Орден Святого великомученика и целителя Пантелеимона I степени (2016, Пантелеимонов монастырь (Афон))[75]
- Орден Святого благоверного князя Александра Невского I степени (РПЦ, 28 июля 2024) — в связи с возвращением Церкви образа Святой Живоначальной Троицы кисти преподобного Андрея Рублева в Троицкий собор Свято-Троицкой Сергиевой лавры, а также исторической раки для мощей святого благоверного князя Александра Невского в Александро-Невскую лавру.[76]

## Общественные
- Знак Общества германо-советской дружбы (Общество германо-советской дружбы)[77]
- Орден «За возрождение Украины» (Украинский фонд научно-экономического и юридического сотрудничества)[78]
- Орден Петра Великого I степени (2001)[78]
- Орден «Звезда созидания» (2002, Независимый объединённый попечительский совет)[79]
- Орден «Содружество» (25 марта 2002, Совет Межпарламентской Ассамблеи государств — участников Содружества Независимых Государств) — за активное участие в деятельности Межпарламентской Ассамблеи и её органов, вклад в укрепление дружбы между народами государств — участников Содружества[80]
- Почётный знак Содружества Независимых Государств (7 октября 2002) — за выдающийся вклад в укрепление и развитие Содружества Независимых Государств, дружбы, добрососедства, взаимопонимания и взаимовыгодного сотрудничества между государствами — участниками Содружества Независимых Государств[81]
- Орден «Золотая Звезда за верность России» (2004)[78]
- Знак ордена святого Александра Невского «За труды и Отечество» (2004)[78]
- Почётный крест «Комбатан волонтэр» (2004, Ассоциация ветеранов французского Сопротивления)[78]
- Медаль «Спасение» (2005, Федерация еврейских общин России)[82]
- Памятная медаль Содружества Независимых государств (22 февраля 2008) — за большой личный вклад в дело укрепления сотрудничества и дружбы между государствами и народами Содружества Независимых Государств, взаимопонимания и доверия между лидерами государств — участников СНГ[83]
- Медаль «За освобождение Крыма и Севастополя» (16 марта 2014 года) — за личный вклад в дело по возвращению Крыма в Россию[84]
- Орден «Честь и Гордость Дагестана – Золотой орёл» (7 октября 2022, Союз общественных объединений Дагестана «Защитник Отечества» и Дагестанский общественный фонд патриотического воспитания молодёжи)[85]
- Медаль Морской коллегии Российской Федерации «За верность флоту» (27 июля 2025)[86]

## Академические

### Российские
- Почётный член Российской академии художеств[87]
- Почётный доктор Российской военно-медицинской академии (15 января 2000)[88]
- Почётный доктор, член учёного совета юридического факультета Санкт-Петербургского университета (2000)[89]
- Почётный профессор Санкт-Петербургского Гуманитарного университета профсоюзов (7 октября 2008)[90]

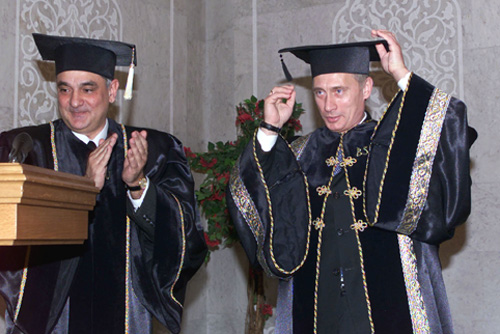
Церемония вручения Владимиру Путину мантии почётного доктора Бакинского славянского университета

### Зарубежные
- Почётный доктор права Туркменского государственного университета имени Махтумкули (19 мая 2000, Туркменистан)[91]
- Почётный доктор Университета имени Джавахарлала Неру (2 октября 2000, Индия)[92]
- Почётный доктор Бакинского славянского университета (10 января 2001, Азербайджан)[93]
- Почётный доктор Ереванского государственного университета (25 мая 2001, Армения)[94]
- Почётный доктор Белградского университета (15 марта 2011, Сербия)[95]
- Почётный доктор Университета Цинхуа (26 апреля 2019, Китай)[96]

## Почётный гражданин
Российские
- Почётный гражданин Казани (4 августа 2005) — за выдающийся вклад в экономическое, социальное, духовное развитие города[97]
- Почётный гражданин Санкт-Петербурга (2006)[98]
- Почётный гражданин Астрахани (2008)
- Почётный гражданин Сортавалы (2010)
- Почётный гражданин Чеченской Республики (20 августа 2024)[99]

Спорные территории
- Почётный гражданин Республики Крым (2015)[100]
- Почётный гражданин города Севастополя (2016)[101]

Иностранные
- Почётный гражданин Врбаса (Сербия)
- Почётный гражданин Лозницы (Сербия)
- Почётный гражданин Рашки (Сербия)
- Почётный гражданин Апатина (Сербия)
- Почётный гражданин Пожареваца (Сербия)
- Почётный гражданин Сомбора (2007, Сербия)
- Почётный гражданин Косова и Метохии (2011, Сербия)

## Спортивные
- Мастер спорта СССР по дзюдо и самбо[102][103]
- Заслуженный тренер России по самбо (5 июня 1998)[104]
- Обладатель 5-го дана Кёкусинкай (29 апреля 2001 от Хацуо Роямы)[105]
- Вручение 7-го дана Кёкусинкай (13 декабря 2009, версия Кёкусинкан, также Хацуо Роямой не состоялось)[106]
- Обладатель 8-го дана Кёкусинкай (21 ноября 2014, версия Кёкусинкан, от президента Международной организации каратэдо Кёкусин-кан Хацуо Роямы)[107]
- Обладатель 9-го дана годзю-рю (22 июля 2010, Окинава, от председателя Всеяпонской федерации каратэ и главой школы каратэ «Годзю-рю» Кацуюки Фукатоси)[108]
- Чемпионский пояс по самбо (Международная федерация самбо)[109]

## Премии
- 2001 — лауреат национальной премии имени Петра Великого[110]
- 2002 — лауреат премии «За выдающуюся деятельность по укреплению единства православных народов»[111]
- 2002 — лауреат премии Союза журналистов Москвы «За открытость прессе» с формулировкой «За искреннее стремление донести до каждого россиянина проводимые государством реформы»[112]
- 19 декабря 2007 — объявлен журналом «Time» человеком года-2007[113][114]
- 3 сентября 2008 — первое место в рейтинге «Самые влиятельные люди мира» по версии журнала Vanity Fair[115]
- 2011 — китайская Премия мира имени Конфуция[116]
- 4 ноября 2013 — Премия Всемирного русского народного собора[117]
- 27 ноября 2013 — звание «Человек года-2013» (Русский биографический институт) — за укрепление позиций России на международной арене и исключительный вклад в урегулирование сирийского конфликта[118][119]

### Антипремии
- 2007 — «Закрытая ракушка» — немецкая антипремия «за уничтожение независимой журналистики», впервые присуждённая иностранному политическому деятелю[120].
- 2014 — звание «Коррупционер года — 2014» (OCCRP) «за превращение России в крупный центр по отмыванию денег, созданию условий для активизации криминальных группировок в Крыму и Донбассе и выстраивание в России такого порядка, при котором использование организованного криминала стало частью государственной политики»[121][122].
- сентябрь 2020 — Шнобелевская премия в области медицины «за использование пандемии COVID-19, чтобы научить мир тому, что политики имеют большее влияние на жизнь и смерть, чем ученые и врачи»[123]. Вместе с ним лауреатами названы президент Туркменистана Гурбангулы Бердымухамедов, президент США Дональд Трамп, президент Белоруссии Александр Лукашенко, президент Бразилии Жаир Болсонару, британский премьер Борис Джонсон, президент Турции Реджеп Тайип Эрдоган, президент Мексики Андрес Мануэль Лопес Обрадор.
- 2021 — включён в список «Враги свободы прессы» организации Репортёры без границ.[124]
- 2022 — получил звание «неудачник года» по версии журнала Politico[125][126]

## Отозванные
- Немецкая премия «Квадрига» (9 июля 2011). 16 июля того же года Оргкомитет отменил своё решение о присуждении награды. Поводом для отзыва премии стала критика как со стороны ряда членов оргкомитета, так и средств массовой информации[127][128]
- Золотой Олимпийский орден (2001). Лишён в 2022 году в связи со вторжением России на Украину[129].
- Обладатель 9-го дана тхэквондо (2013)[130]. Лишён в 2022 году в связи со вторжением России на Украину[131].
- Орден Международной федерации плавания (FINA) (11 октября 2014)[132]. Лишён в 2022 году[133].
- Саксонский «Орден благодарности» в области политики (нем. «Dankesorden», 16 января 2009, Саксония) — за возвращение трёх картин в галерею старых мастеров в Дрездене, старания в российско-саксонском культурном обмене и за «будущий вклад» в развитие отношений между Германией и Россией[134][135]. Лишён в 2022 году в связи со вторжением России на Украину[136].
- Обладатель 8-го дана дзюдо Международной федерации дзюдо (10 октября 2012, от президента Международной федерации дзюдо Мариуса Визера в связи с 60-летием)[137]. Лишён в 2022 году в связи со вторжением России на Украину[138].
- Почётный доктор Афинского университета (6 декабря 2001, Греция)[139]. Лишён в 2022 году в связи со вторжением России на Украину[140].
- Почётный доктор Университета Пелопоннеса[англ.] (22 февраля 2018, Греция)[141][142]. Лишён в 2022 году в связи со вторжением России на Украину[143].

## Топонимы
- В 2008 году бывший проспект Победы в городе Грозном был переименован в проспект Владимира Путина.
- В 2011 году вершина в горной системе Тянь-Шань в Кыргызстане получила название Пик Владимира Путина.
- В 2012 году перед визитом Путина в Палестину в его честь была названа улица  в Вифлееме[144].
- Улица Путина существует в Цхинвале[145].